# JJ Project
JJ Project (кор. 제이제이 프로젝트) – южнокорейский поп-дуэт, сформированный в 2012 году компанией JYP Entertainment. Состоит из двух участников: Джейби и Пак Чинён. Дебют состоялся 17 мая 2012 года с синглом «Bounce».
Название дуэта было создано при совмещении начальных букв имён его участников в английском языке: Джейби (JB) и Чинён (Jinyoung).

## Карьера

### 2012−14: Дебют сBounceи повторный дебют в GOT7
В 2009 году Джейби и Чинён успешно прошли открытое прослушивание JYP Entertainment, после которого подписали контракты и стали трейни. В январе 2012 года, всего за несколько месяцев до дебюта, дуэт участвовал в дораме «Одержимые мечтой 2». Их официальный дебют состоялся 17 мая того же года с синглом «Bounce» с одноимённого синглового альбома. Видеоклип был размещён на канале дуэта на YouTube и за два дня набрал более одного миллиона просмотров. В рамках промоушена дуэт выступал на различных музыкальных шоу. 26 июня JJ Project были приглашены на запись собственной версии сингла «Na Na Na» Стива Ю.
«GOT7 могли бы легко вернуться первыми, и были возможности для других юнитов [из группы] выпускать свои песни, но мы вернулись первыми. Мы чувствуем сожаление и немного давления из-за этого»
В апреле 2013 года Джейби принял участие в съёмках дорамы «Когда мужчина влюбляется». 16 января 2014 года дуэт дебютировал снова, но уже в составе новой мужской группы JYP – GOT7.

### 2017:Verse 2
31 июля 2017 года был выпущен мини-альбом Verse 2, который ознаменовал возвращение дуэта на сцену спустя больше пяти лет перерыва. Мини-альбом встретил коммерческий успех: за месяц продажи составили 116 тысяч копий, а сингл «Tomorrow, Today (내일, 오늘)» показал отличные результаты в цифровых и сингловых чартах. В США альбом отметился в Billboard World Albums Chart, дебютировав  на 2 позиции, и стал самым продаваемым корейским альбомом в Америке на неделю 3 августа 2017 года. «Tomorrow, Today (내일, 오늘)» также отметили как более зрелый релиз дуэта, так как в нём был более интимный и личный текст, сам стиль стал более непринуждённым.

## Дискография

### Мини-альбомы
| Название | Информация об альбоме                                                                       | Пиковая позиция в чартах | Пиковая позиция в чартах | Пиковая позиция в чартах | Пиковая позиция в чартах | Продажи                                 |
| Название | Информация об альбоме                                                                       | KOR                      | JPN                      | US Heat                  | US World                 | Продажи                                 |
| -------- | ------------------------------------------------------------------------------------------- | ------------------------ | ------------------------ | ------------------------ | ------------------------ | --------------------------------------- |
| Verse 2  | - Дата релиза: 31 июля 2017 года - Лейбл: JYP Entertainment - Формат: CD, цифровая загрузка | 2                        | 29                       | 9                        | 2                        | - KOR: 118,309 - JPN: 3,823 - US: 1,000 |

### Сингловые альбомы
| Название | Информация об альбоме                                                                      | Пиковая позиция в чартах | Продажи      |
| Название | Информация об альбоме                                                                      | KOR                      | Продажи      |
| -------- | ------------------------------------------------------------------------------------------ | ------------------------ | ------------ |
| Bounce   | - Дата релиза: 20 мая 2012 года - Лейбл: JYP Entertainment - Формат: CD, цифровая загрузка | 8                        | - KOR:12,833 |

### Синглы
| Название          | Год  | Пиковая позиция | Пиковая позиция | Продажи        | Альбом  |
| Название          | Год  | KOR             | US World        | Продажи        | Альбом  |
| ----------------- | ---- | --------------- | --------------- | -------------- | ------- |
| «Bounce»          | 2012 | 30              | 14              | - KOR: 238,668 | Bounce  |
| «Tomorrow, Today» | 2017 | 27              | 9               | - KOR: 48,265  | Verse 2 |

## Фильмография
- Дневник JJ Project (2012)

## Награды и номинации

### Golden Disk Awards
| Год  | Номинация                       | Что номинировано | Результат |
| ---- | ------------------------------- | ---------------- | --------- |
| 2018 | Диск Дэсан                      | Verse 2          | Номинация |
| 2018 | Награда за популярность (Корея) | JJ Project       | Номинация |

### Seoul Music Awards
| Год  | Номинируемая работа | Категория           | Результат |
| ---- | ------------------- | ------------------- | --------- |
| 2013 | JJ Project          | Лучший новый артист | Номинация |